# Micrechites jacquetii
Micrechites jacquetii là một loài thực vật có hoa trong họ La bố ma. Loài này được Pierre ex Spire mô tả khoa học đầu tiên năm 1905.